# Makutupora
Makutupora è una circoscrizione rurale (rural ward) della Tanzania situata nel distretto urbano di Dodoma, regione di Dodoma. Conta una popolazione di 14 430 abitanti (censimento 2012).